# Wildflecken

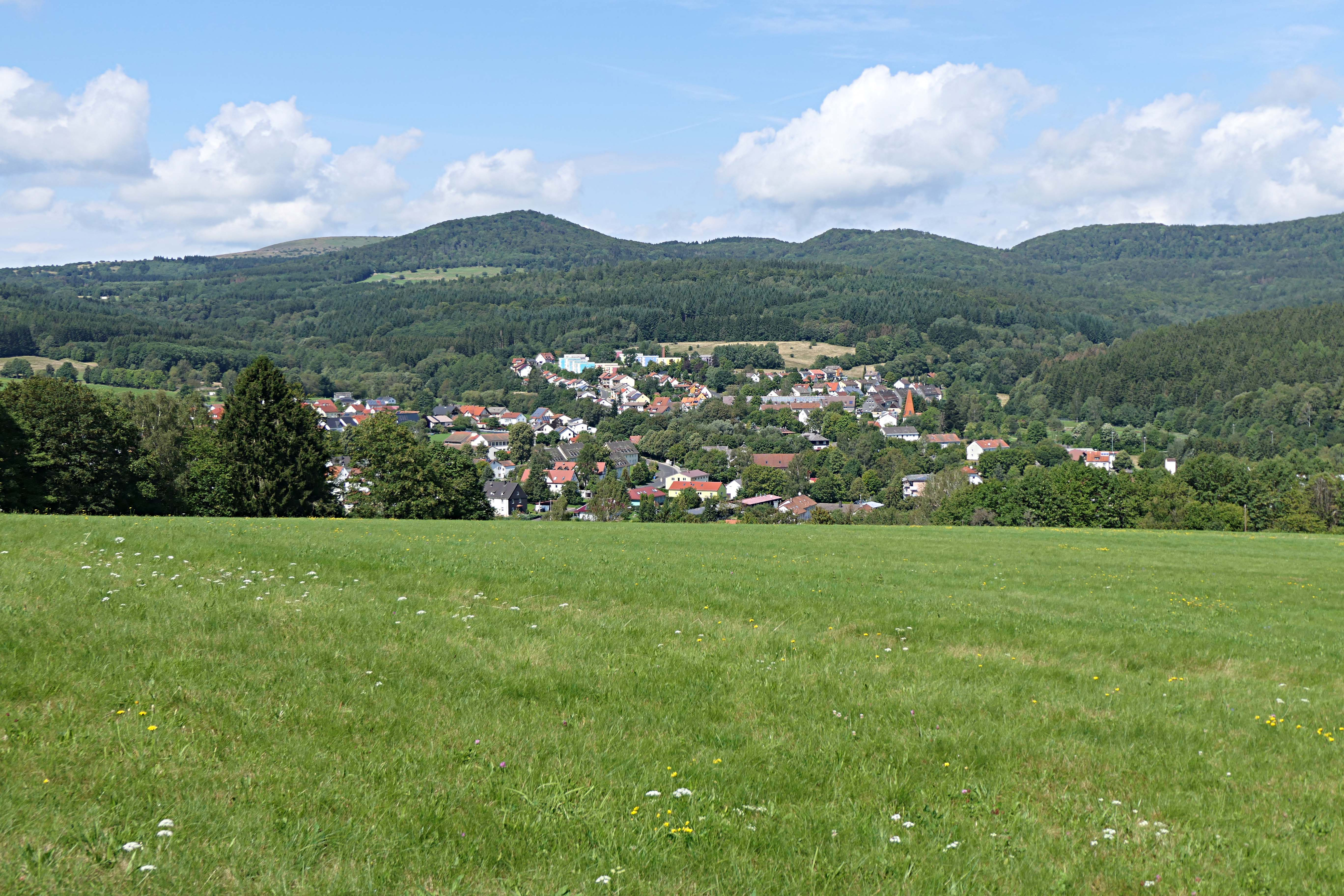
Wildflecken von Süden

Wildflecken ist ein Markt im unterfränkischen Landkreis Bad Kissingen.

## Geographie

### Geographische Lage
Wildflecken liegt in der südlichen Rhön unmittelbar am Naturschutzgebiet Schwarze Berge, etwa 38 Kilometer nördlich der Kreisstadt Bad Kissingen. Der Ort ist Teil des länderübergreifenden UNESCO-Biosphärenreservats Rhön. Die nördliche Gemeindegrenze bildet die Landesgrenze zwischen Bayern und Hessen.

### Gemeindegliederung
Es gibt 14 Gemeindeteile (in Klammern ist der Siedlungstyp angegeben):
- Am Auersberg (Weiler)
- Arnsberg
- Bernhardshof (Einöde)
- Eckartsroth (Weiler)
- Maria-Ehrenberg (Wallfahrtskirche)
- Oberbach (ehemaliger Markt)
- Oberwildflecken (Siedlung)
- Scheibenhof (Einöde)
- Scheibenmühle (Einöde)
- Schummhof (Einöde)
- Veitenhof (Einöde)
- Wildflecken (Hauptort)
- Ziegelhütte (Einöde)
- Ziegelhütte (Weiler)

### Nachbargemeinden
Wildflecken grenzt im Norden an die Stadt Gersfeld und die Gemeinde Ebersburg, beide in Hessen gelegen, im Osten an die Stadt Bischofsheim i.d.Rhön, im Südosten an die Gemeinde Burkardroth, im Süden an die Gemeinde Riedenberg und im Westen an die Gemeinde Motten, alle vier in Bayern. Weitere Grenzen bestehen zu gemeindefreien Gebieten.

## Name

### Etymologie
Der Name Wildflecken besteht aus den mittelhochdeutschen Wörtern wilt, das wild oder entfernt bedeutet und vlëcke, für Platz oder Stelle. Als Erklärung ergibt sich daraus „Ort in der Wildnis“.

### Frühere Schreibweisen
Frühere Schreibweisen des Ortes aus diversen historischen Karten und Urkunden:
| - 1524 Wildflecken - 1537 Waltflecken - 1538 Wildtflecken | - 1544 Wiltfleken - 1575 Wildtflecken - 1747 Wildflecken |

## Geschichte

### 16. Jahrhundert
Der Ort entstand 1524 als Gruppe von Waldsiedlungen am Zusammenfluss von Sinn und Wölbersbach. Im Jahr 1588 erhielten die Siedlungen den Namen Wildflecken.

### 20. Jahrhundert
Im Jahre 1908 erhielt der Ort einen Bahnhof an der Bahnstrecke Jossa–Wildflecken.
Im Jahre 1937 entstand auf dem Gemeindegebiet ein Truppenübungsplatz, auf dem im Zweiten Weltkrieg ein Kriegsgefangenenlager eingerichtet wurde. Im Jahre 1942 wurden die bis dahin selbständigen Gemeinden Altglashütten, Neuglashütten, Reußendorf, Rothenrain und Werberg aufgelöst und zum Heeresgutsbezirk Wildflecken zusammengefasst.

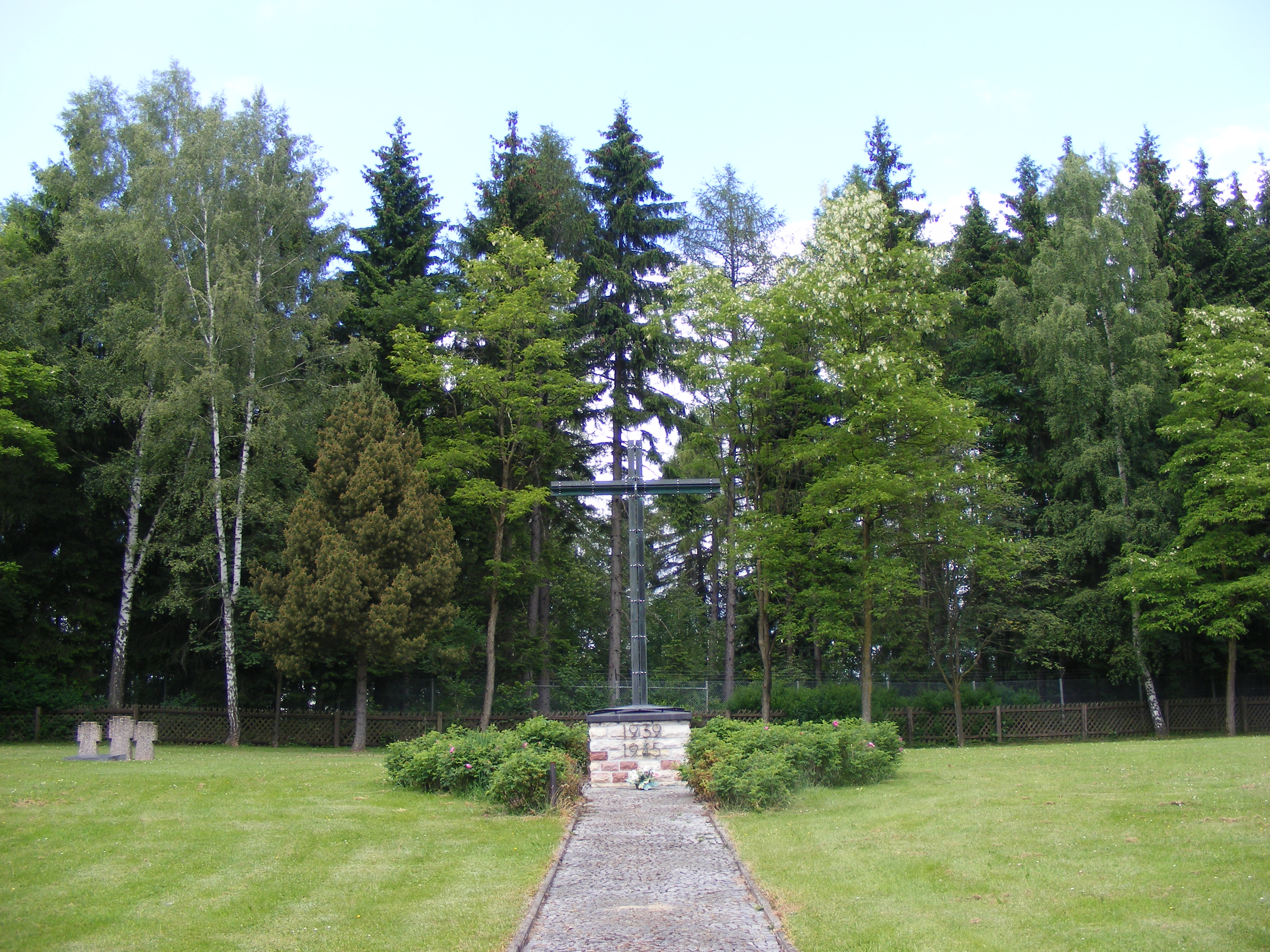
Polnischer Friedhof mit den Gräbern von 544 verstorbenen Lagerbewohnern

Nach dem Ende des Zweiten Weltkriegs 1945 gehörte Wildflecken zur Amerikanischen Besatzungszone. Die amerikanische Militärverwaltung richtete im ehemaligen Kriegsgefangenenlager ein DP-Lager ein zur Unterbringung sogenannter Displaced Persons (DP), von denen die Mehrzahl Polen aus der heutigen Ukraine waren. Das Lager wurde ab Oktober 1945 von der UNRRA und danach ab 1947 von der IRO betreut. Das Lager, in dem zeitweise mehr als 17.000 Menschen lebten, wurde 1951 aufgelöst. In Wildflecken gibt es einen polnischen Friedhof für verstorbene Lagerbewohner.
Am 1. April 1951 wurde der Heeresgutsbezirk Wildflecken aufgelöst. Sein Gebiet bildete fortan die Gemeinde Neuwildflecken.
Das Gelände wurde danach von der US-Armee als Truppenübungsplatz verwendet. Elvis Presley hielt sich während seines Militärdienstes einige Zeit in Wildflecken auf. Shaquille O’Neal verbrachte einige Jahre seiner Jugend in Wildflecken, sein Stiefvater war dort als Sergeant der US-Armee stationiert.

### Fusion und Eingemeindungen
Im Zuge der Gebietsreform in Bayern schlossen sich am 1. Juli 1970 die Gemeinden Wildflecken und Neuwildflecken zur neuen Gemeinde Wildflecken zusammen. Am 1. Mai 1978 wurde der Markt Oberbach nach Wildflecken eingemeindet.

### Einwohnerentwicklung
Im Zeitraum 1988 bis 2018 sank die Einwohnerzahl von 2980 auf 2943 um 37 Einwohner bzw. um 1,2 %. Im Jahre 1996 hatte der Markt 3825 Einwohner.
(Quelle: BayLfStat)

### Religionen
Wildflecken ist Sitz der römisch-katholischen Pfarrei St. Josef der Bräutigam mit der Filiale St. Kilian und St. Jakobus der Ältere in Oberwildflecken. Der Gemeindeteil Oberbach hat die eigene Pfarrei Mariä Himmelfahrt. Die Wallfahrtskirche Maria Ehrenberg liegt zwar auf dem Gebiet der politischen Gemeinde Wildflecken, gehört jedoch zur Pfarrei Kothen. Alle katholischen Kirchengemeinden sind Teil des Dekanats Hammelburg des Bistums Würzburg.
Die evangelisch-lutherische Kirchengemeinde Wildflecken gehört zum Dekanat Lohr der Evangelisch-Lutherischen Kirche in Bayern. 1959 wurde die Kreuzkirche eingeweiht.

## Politik

### Gemeinderat
Der Marktgemeinderat besteht aus 16 Ratsmitgliedern. Dies ist die festgelegte Anzahl für eine Gemeinde mit einer Einwohnerzahl zwischen 3001 und 5000. Der Gemeinderat wird für jeweils sechs Jahre gewählt. Stimmberechtigt im Rat der Gemeinde ist außerdem der Erste Bürgermeister.
| Partei/Liste                                                                                 | 2020  | 2020  | 2014  | 2008  |
| Partei/Liste                                                                                 | %     | Sitze | Sitze | Sitze |
| -------------------------------------------------------------------------------------------- | ----- | ----- | ----- | ----- |
| Parteifreie Wähler Wildflecken (PWW)                                                         | 55,61 | 9     | 7     | 8     |
| CSU/Parteifreie Wählergemeinschaft Wildflecken (PWG)/Ortsteile Wahren Ihre Interessen (OWII) | 44,39 | 7     | –     | –     |
| CSU/PWG                                                                                      | –     | –     | 6     | 8     |
| OWII                                                                                         | –     | –     | 3     | –     |

### Bürgermeister
Bei der letzten Bürgermeisterwahl vom 16. März 2014 wurde Gerd Kleinhenz (PWW) zum Ersten Bürgermeister gewählt. Er siegte mit 58,39 Prozent der Stimmen vor seinem Gegenkandidaten Wolfgang Illek von der CSU mit 41,61 Prozent. Die Wahlbeteiligung lag bei 67,75 Prozent. Kleinhenz wurde 2020 mit 92,80 % der Stimmen im Amt bestätigt.

### Wappen
| | Blasonierung: „Über silbernem Schildfuß, darin zwei gekreuzte rote Streitkolben, in rot ein wachsender silberner Jäger mit goldenem Haar, in der Rechten ein goldenes Hifthorn, in der Linken ein silbernes Rodungsbeil mit goldenem Stil haltend.“ |
| Wappenbegründung: Die Gemeinden Wildflecken und Markt Oberbach haben sich 1978 zur Gemeinde Markt Wildflecken zusammengeschlossen. Die beiden Gemeinden waren im frühen 16. Jahrhundert Rodungssiedlungen, die von den Forstmeistern von Lebenhan mit Billigung des Fürstbischofs in Würzburg im sogenannten Salzforst gegründet wurden. Es waren Köhler, Jäger und Forstarbeiter, die dort als Erste siedelten. Die im Wappen dargestellte Figur des Jägers und das Rodungsbeil weisen darauf hin. Die Streitkolben stammen aus dem Wappen der Forstmeister von Lebenhan und machen auf deren Bedeutung für die Gemeinde aufmerksam. Das Wappen wurde am 29. September 1962 vom Innenministerium verliehen. | |

## Kultur und Sehenswürdigkeiten

### Bauwerke und Denkmäler
Die bedeutendsten Baudenkmäler der Gemeinde sind die katholische Wallfahrtskirche Maria Ehrenberg und die Pfarrkirche St. Josef in Wildflecken, die als Schatzkästchen des Barock gilt.
In der Nähe des Lagers Wildflecken bei Oberwildflecken befindet sich die Erinnerungsstätte Der Kreuzweg der Nationen. Der Weg hat eine Länge von rund 1000 Metern und endet direkt am Zaun der heutigen Rhönkaserne. Er ist ein Mahnmal gegen den Krieg und veranschaulicht auf beeindruckende Weise den Blutzoll, der von den einzelnen Nationen im Laufe der beiden Weltkriege abverlangt wurde.

### Museen und Informationszentren
- Biosphärenzentrum Rhön „Haus der Schwarzen Berge“ in Oberbach[15]
- Militärhistorisches Museum in der Rhön-Kaserne[16]

### Vereine
Der Sportverein SV Wildflecken 1934 gehört mit rund 500 Mitgliedern zu den größten Vereinen im Markt Wildflecken. Der Breitensportverein bietet die Sparten Fußball, Tischtennis, Sportschießen, Schach, Ju-Jutsu, Volleyball, Damengymnastik, Leichtathletik, Aerobic sowie Kinder- und Mutter-Kind-Turnen an.

## Veranstaltungen
Seit 2005 findet jährlich in Wildflecken das Sommerfest unter dem Namen „Wilder Sommer“ statt. Die dreitägige Veranstaltung bietet neben einer Gewerbeschau, in der ortsansässige Unternehmen über ihre Produkte und Dienstleistungen informieren, auch musikalische Unterhaltung. Seit der ersten Veranstaltung ist der Wilde Sommer Teil des SaaleMusicum. Im Rahmen der Veranstaltung wird Nachwuchsmusikern, aber auch Blaskapellen aus den umliegenden Dörfern eine Bühne geboten.
Als sportliche Komponente war der Volkswandertag durch den Truppenübungsplatz Wildflecken Bestandteil der Veranstaltung. Dieser wird 2015 durch die Austragung des RhönBikeKing, ein Mountainbike-Rennen rund um den Kreuzberg, ersetzt.

## Wirtschaft und Infrastruktur

### Bundeswehr
Die Marktgemeinde Wildflecken ist seit 1938 Garnison. Der seit dieser Zeit bestehende Truppenübungsplatz Wildflecken und die Rhön-Kaserne werden heute von der Bundeswehr und den NATO-Partnern genutzt. In der Rhön-Kaserne befindet sich das Gefechtssimulationszentrum Heer.
Seit August 2019 ist bekannt, dass die Bundeswehr einen neuen Rechenzentrumsverbund plant und einen Teil der Rechenzentrumsinfrastruktur am Standort Wildflecken bauen will.

### Tourismus
Das Biosphärenzentrum Haus der Schwarzen Berge in Wildflecken-Oberbach liegt im südlichen Teil des länderübergreifenden UNESCO-Biosphärenreservats Rhön. Es besteht seit Mai 1997 und dient überwiegend der Umweltbildung. Die Ausstellung im Haus und in den Außenanlagen gibt Einblicke in die Artenvielfalt der Bergwiesen und die Entstehung der Kulturlandschaft Rhön. Betrieben wird das Informationszentrum, dem eine Touristeninformation und ein Regionalwarenladen angeschlossen sind, vom Verein Naturpark und Biosphärenreservat Bayerische Rhön e. V.
Am 29. Oktober 2000 wurde der Anschauungsstollen Grube Marie am Großen Auersberg bei Wildflecken–Oberbach eröffnet. Der Schaustollen vermittelt die Geschichte des Bergbaus in der Rhön, bei dem Schwerspat, auch Baryt genannt, gefördert wurde, ein Mineral, das in der Farbenindustrie und im Strahlenschutz verwendet wird. Schwerspat wurde rund 100 Jahre lang gefördert, bis im Oktober 1970 der Betrieb aufgrund mangelnder Wirtschaftlichkeit eingestellt wurde. Alle Stollen wurden aus Sicherheitsgründen geschlossen und gesprengt. 1999 entstand die Idee zum Projekt des Anschauungsstollens. Er zeigt den Stollenbau unter Tage, den Aufbau einer Schwerspatwand, die Verlegung eines Schienenstrangs für Kipploren und das Abbauwerkzeug der Bergleute.
Im Ortsteil Oberwildflecken befindet sich das Feriendorf Wildflecken des CVJM Wilhelmshaven. Seit den 1960er Jahren verbringen Wilhelmshavener Kinder und Jugendliche jedes Jahr unterschiedliche Ferienfreizeiten zumeist in Trägerschaft kirchlicher Einrichtungen. Auf dem rund 25.000 m² großen Freizeitgelände am Fuße des Kreuzberges befinden sich 24 einfache Blockhäuser sowie weitere Gemeinschaftsgebäude.

### Verkehr
Die Staatsstraße 2289 durchquert das Gemeindegebiet von Südwest nach Nordost. Den öffentlichen Personennahverkehr betreibt der Landkreis Bad Kissingen mit Bussen. An der Bahnstrecke Jossa–Wildflecken lagen bis zur Stilllegung der Strecke die Haltepunkte Oberbach und Wildflecken sowie die Güterbahnhöfe Oberwildflecken und Arnsberg. Die Anschlussstelle 95 Bad Brückenau/Wildflecken an die Bundesautobahn 7 liegt mehrere Kilometer vom Wildflecker Gemeindegebiet entfernt.

### Bildung
In Oberbach und Wildflecken gibt es jeweils einen Kindergarten, in Wildflecken eine Kindertagesstätte (Tagesstätte Arche Noah) und die Sinntalschule (Grund- und Mittelschule).